# Henry Aiken
Henry David Aiken (Portland, 3 de julio de 1912-Cambridge, 30 de marzo de 1982) fue un filósofo y profesor estadounidense.

## Biografía
Nacido el 3 de julio de 1912, se crio en Portland, Oregón. Después de graduarse en el Reed College en 1934, continuó en la Universidad de Stanford y la Universidad de Harvard, donde obtuvo su maestría (1937) y su doctorado (1943), respectivamente, en filosofía.
A mediados de la década de 1940, enseñó brevemente filosofía en la Universidad de Columbia y en la Universidad de Washington antes de establecerse en Harvard durante casi dos décadas (1946-1965). Continuó en la Universidad Brandeis, donde permaneció entre 1965 y su jubilación en 1980. Se retiró como profesora Charles Goldman de Filosofía e Historia de las Ideas. Sus clases incluyeron existencialismo, ética moderna y filosofía de la historia.
Escribió quince libros, entre ellos The Age of Ideology and Reason and Conduct. Fue nombrado becario Guggenheim en 1960.

## Vida personal
Aiken estaba casado y tenía dos hijos, tres hijas y un hijastro. Murió el 30 de marzo de 1982 en Cambridge, Massachusetts.